# Réseau démocratique
Le Réseau démocratique ( RED Democratico, RED) est un parti politique progressiste et écologiste d'Aruba. Depuis les élections générales d'Aruba de 2017, il dispose d'un siège dans les États d'Aruba et fait partie de la coalition gouvernementale dirigée par la Première ministre Evelyn Wever-Croes.

## Histoire
Rudy Lampe (nl) a fondé le parti.
Pendant des élections générales d'Aruba de 2005, le parti a obtenu 3 330 voix, soit un siège sur 21. En 2009 et 2013, il a participé à la campagne sans obtenir de siège.
Pour les élections générales d'Aruba de 2017, Ricardo Croes était la tête de liste. Le fondateur du parti était le numéro deux sur la liste. Le parti a obtenu 4 166 voix et donc un siège aux États d'Aruba. Le parti est ensuite devenu membre de la coalition gouvernementale dirigée par la Première ministre Evelyn Wever-Croes. Rudy Lampe a rejoint le gouvernement en tant que ministre spécialisé de l'Éducation, des Sciences et du Développement durable et a démissionné de son poste de président du parti.

## Sources
1. 1 2 3  (nl) Rasmijn, « Nieuwe regering Aruba staat klaar » [archive du 11 avril 2019], Caribisch Network NTR, 16 novembre 2017
2. ↑  (nl) « Vaststelling verkiezingsuitslag 2005 » [archive du 26 octobre 2020], Gobierno Aruba
3. ↑  (nl) Rasmijn, « Verkiezingen Aruba: AVP en MEP voorzien meerderheid, POR wil verrassen » [archive du 11 avril 2019], Caribisch Netwerk NTR, 22 septembre 2017
4. ↑  (nl) « Vaststelling verkiezingsuitslag 2017 » [archive du 29 novembre 2019], Gobierno Aruba